# حقیقت آشکار (فیلم ۱۹۱۴)
حقیقت آشکار (ایتالیایی: La donna nuda) یک فیلم به کارگردانی کارمینه گالونه است که در سال ۱۹۱۴ منتشر شد. از بازیگران آن می‌توان به لامبرتو پیکاسو و وندا کاپودالیو اشاره کرد.